# Козаченко, Борис Григорьевич
Борис Григорьевич Козаченко — советский хозяйственный, государственный и политический деятель.

## Биография
Родился в 1905 году в Батуме. Член КПСС с 1930 года.
С 1931 года — на хозяйственной, общественной и политической работе. В 1931—1955 гг. — инженер Грузгоспроекта, в НКВД Грузинской ССР, заместитель начальника, начальник 4-го отдела НКВД Грузинской ССР, заместитель министра внутренних дел Молдавской ССР, начальник Управления МГБ Молотовской области, начальник объекта № 917, заместитель директора предприятия в Челябинске.
Избирался депутатом Верховного Совета РСФСР 3-го созыва.
Умер в Челябинске.